# Straight Checkn 'Em
Straight Checkn 'Em è il secondo album in studio del gruppo gangsta rap statunitense Compton's Most Wanted, pubblicato nel 1991.

## Tracce
1. Intro – 1:02
2. They Still Gafflin' – 4:29
3. Growin' Up in the Hood – 4:11
4. Wanted – 4:14
5. Straight Checkn 'Em – 3:46
6. I Don't Dance – 2:29
7. Raised in Compton – 3:48
8. Driveby Miss Daisy – 4:26
9. Def Wish – 3:41
10. Compton's Lynchin' – 4:42
11. Mike T's Funky Scratch – 2:34
12. Can I Kill It? – 4:30
13. Gangsta Shot Out – 2:32

## Formazione
- Aaron Tyler – voce
- Terry Keith Allen – programmazioni, scratches, produzione, arrangiamenti
- Michael Bryant – scratches
- Andre Manuel – programmazioni, produzione, arrangiamenti, recording, mixaggio
- William Fredric Zimmerman – piano (traccia 8)